# 19694 Данкелман
19694 Данкелман  (19694 Dunkelman) — астероїд головного поясу, відкритий 8 вересня 1999 року.
Тіссеранів параметр щодо Юпітера — 3,075.